# Chiloglanis polypogon
Chiloglanis polypogon е вид лъчеперка от семейство Mochokidae. Видът е почти застрашен от изчезване.

## Разпространение
Разпространен е в Камерун.